# Фуша-Арез
Фуша-Арез (алб. Fushë-Arrëz) — місто та муніципалітет в Албанії, в області Шкодер. Муніципалітет складається з адміністративних одиниць Блерім, Фіерце, Ібалле, Кафе-Малі, де Фуше-Арез є його центром. Населення муніципалітету — 7 405 (2011).